# Super Hero Taisen (loạt phim)
Super Hero Taisen (スーパーヒーロー大戦 Supā Hīrō Taisen, Siêu Anh Hùng Đại Chiến) là một loạt phim điện ảnh thường niên được sản xuất và phát hành bởi Toei Company. Bắt đầu từ bộ phim Kamen Rider × Super Sentai: Super Hero Taisen sản xuất năm 2012, loạt phim xoay quanh sự kết hợp của các siêu anh hùng từ nhiều dòng phim tokusatsu khác nhau của Toei. Từ phim Heisei Rider vs Showa Rider (2014) đến nay, thể loại anh hùng đơn Kamen Rider là thể loại anh hùng chính thức của loạt phim, và thể loại anh hùng nhóm Super Sentai là thể loại anh hùng hỗ trợ, chuyên xuất hiện váo đoạn cao trào cuối phim. Những tác phẩm bên lề khác cũng lấy Kamen Rider là thể loại anh hùng chủ đạo.

## Phát triển
Trong quá trình sản xuất Super Hero Taisen, nhà sản xuất Shirakura Shinichiro đã tiết lộ rằng ông muốn dạng phim này trở thành truyền thống cho phim mùa xuân  Bốn phần phim đã được viết bởi Shoji Yonemura. Đối với các đạo diễn, hai bộ phim đầu tiên được đạo diễn bởi Osamu Kaneda và phần ba và thứ tư được đạo diễn bởi Takayuki Shibasaki. Sau khi sản xuất các bộ phim ngắn có tên "Net Movie" để đồng hành với việc phát hành OOO, Den-O, All Riders: Let Go Kamen Riders vào năm 2011, cả Super Hero Taisen và Super Hero Taisen Z đều có loạt phim Net, Super Hero Taihen: Ai là thủ phạm? và Super Hero Taisen Otsu!: Heroo! Đáp án tương ứng. Mặc dù là truyền thống của các bộ phim mùa hè Kamen Rider kể từ Kamen Rider Kiva, những bộ phim Net này có cơ hội mới cho các nhân vật Super Sentai tham gia sau nỗ lực của chính họ tại Engine Sentai Go-onger: Boom Boom! Bang Bang! GekijōBang !! cùng với Kiva không bắt đầu truyền thống cho các bộ phim mùa hè của riêng họ. Tuy nhiên, một loạt các bộ phim Net đã không được thực hiện để đi cùng Kamen Rider Taisen. Kể từ khi bắt đầu, nhượng quyền thương mại phát hành một bộ phim, nhiều nhất là hai tuần sau khi đối tác cô gái phép thuật của họ Pretty Cure All Stars.

## Các phần phim
1. Kamen Rider × Super Sentai: Super Hero Taisen (2012)
2. Kamen Rider × Super Sentai × Uchu Keiji: Super Hero Taisen Z (2013)
3. Kamen Rider x Super Sentai: Chou Super Hero Taisen (2017)

## Nhân vật chính
| Nhân vật         | Phim              | Phim                | Phim               | Phim                                | Phim |
| Nhân vật         | Super Hero Taisen | Super Hero Taisen Z | Kamen Rider Taisen | Super Hero Taisen GP: Kamen Rider 3 |      |
| ---------------- | ----------------- | ------------------- | ------------------ | ----------------------------------- | ---- |
| Kamen Rider 1    | +                 | +                   |                    | +                                   |      |
| Kamen Rider 2    |                   |                     |                    | +                                   |      |
| X                |                   |                     |                    |                                     |      |
| ZX               |                   |                     |                    |                                     |      |
| Black / Black RX |                   |                     | +                  |                                     |      |
| Faiz             |                   |                     |                    |                                     |      |
| Garren           |                   |                     |                    |                                     |      |
| Zeronos          |                   |                     |                    |                                     |      |
| Decade           |                   |                     |                    |                                     |      |
| Diend            |                   |                     |                    |                                     |      |
| W/Joker          |                   |                     |                    |                                     |      |
| OOO              |                   |                     |                    |                                     |      |
| Birth            |                   |                     |                    |                                     |      |
| Fourze           |                   |                     | +                  |                                     |      |
| Meteor           |                   | +                   |                    |                                     |      |
| Wizard           |                   |                     |                    |                                     |      |
| Beast            |                   |                     |                    |                                     |      |
| Gaim             |                   |                     |                    |                                     |      |
| Baron            |                   |                     |                    |                                     |      |
| Ryugen           |                   |                     |                    |                                     |      |
| Zangetsu Shin    |                   |                     |                    |                                     |      |
| Drive            |                   |                     |                    |                                     |      |
| Mach             |                   |                     |                    |                                     |      |
| GokaiRed         |                   |                     |                    |                                     |      |
| GokaiBlue        |                   |                     |                    |                                     |      |
| GokaiYellow      |                   |                     |                    |                                     |      |
| GokaiGreen       |                   |                     |                    |                                     |      |
| GokaiPink        |                   |                     |                    |                                     |      |
| GokaiSilver      |                   |                     |                    |                                     |      |
| Red Buster       |                   |                     |                    |                                     |      |
| Blue Buster      |                   |                     |                    |                                     |      |
| Yellow Buster    |                   |                     |                    |                                     |      |
| Yellow Buster    |                   |                     |                    |                                     |      |
| KyoryuRed        |                   |                     |                    |                                     |      |
| KyoryuBlack      |                   |                     |                    |                                     |      |
| KyoryuBlue       |                   |                     |                    |                                     |      |
| KyoryuGreen      |                   |                     |                    |                                     |      |
| KyoryuPink       |                   |                     |                    |                                     |      |
| KyoryuGold       |                   |                     |                    |                                     |      |
| ToQ 1gou         |                   |                     |                    |                                     |      |
| ToQ 2gou         |                   |                     |                    |                                     |      |
| ToQ 3gou         |                   |                     |                    |                                     |      |
| ToQ 4gou         |                   |                     |                    |                                     |      |
| ToQ 5gou         |                   |                     |                    |                                     |      |
| Akaninger        |                   |                     |                    |                                     |      |
| Aoninger         |                   |                     |                    |                                     |      |
| Kininger         |                   |                     |                    |                                     |      |
| Shironinger      |                   |                     |                    |                                     |      |
| Momoninger       |                   |                     |                    |                                     |      |
| Gavan Type G     |                   |                     |                    |                                     |      |
| Sharivan thứ 2   |                   |                     |                    |                                     |      |
| Shaider thứ 2    |                   |                     |                    |                                     |      |

1. ^  Do Inada Tetsu lồng tiếng
2. ^  Do Suzumura Kenichi lồng tiếng[2]
3. ^  Do Ikeda Jun'ya lồng tiếng
4. ^  Do Kawamoto Kunihiro lồng tiếng